# Estrecho de Tiquina

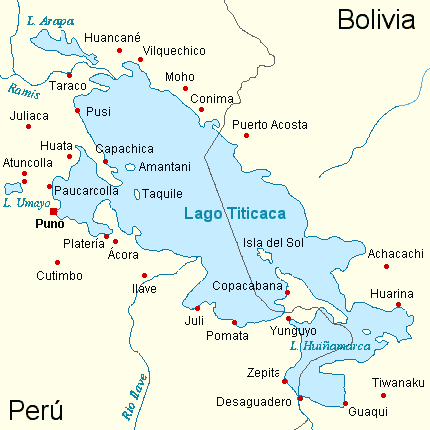
Lago Titicaca.

El estrecho de Tiquina se encuentra ubicado en el lago Titicaca en el lado boliviano de este, en el departamento de La Paz. Es una separación (o unión), de las dos masas de agua que conforman el lago Titicaca, la parte más grande en el norte llamado (Chucuito) y la más pequeña en el sur llamada (Huiñaymarca). Tiene una anchura de unos 780 metros, que puede ser cruzado fácilmente en barco de motor.
Un servicio de balsas de pasajeros lo atraviesa permanentemente, y para los vehículos se utilizan pontones. Esta ruta es parte de la carretera que une la ciudad de La Paz y la ciudad costera de Copacabana.

## Puente
Desde hace varias décadas, se ha propuesto la construcción de un puente que cruce el estrecho, conectando vialmente la península de Copacabana con el resto del territorio boliviano. El proyecto del puente uniría la localidad de San Pablo de Tiquina con San Pedro de Tiquina, en el lado de la península. Este proyecto ha sido apoyado por los habitantes de los municipios de Copacabana y Tito Yupanqui, mientras que los pobladores de ambos lados del estrecho de Tiquina se oponen, debido a que este quitaría el sustento de vida a los barqueros.

Fiesta de San pedro y San Pablo de Tiquina.
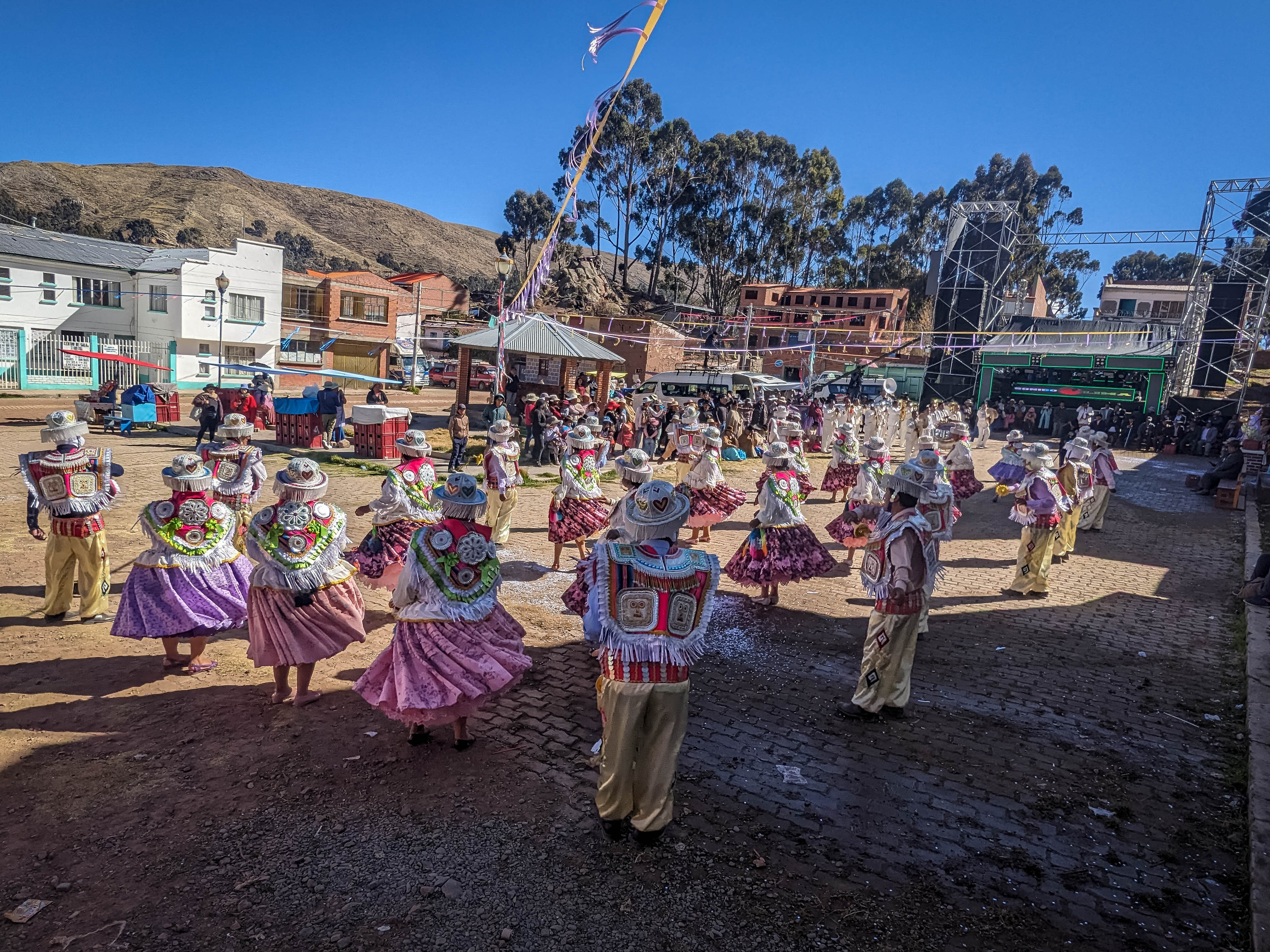
Danza Kullawada en la fiesta de San pedro y San Pablo de Tiquina.
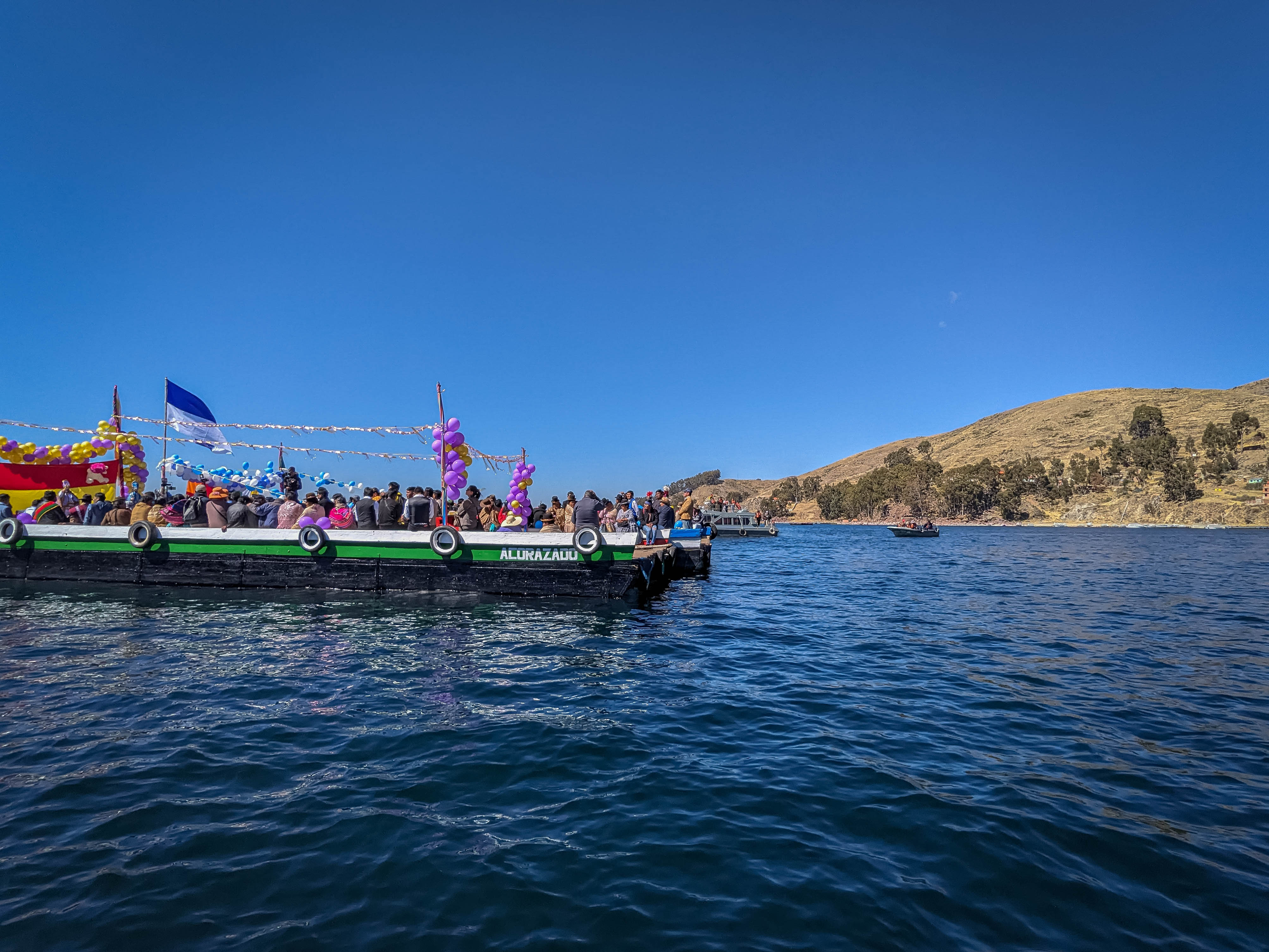
Misa De los Santos San Pedro y San Pablo en medio del estrecho de Tiquina.
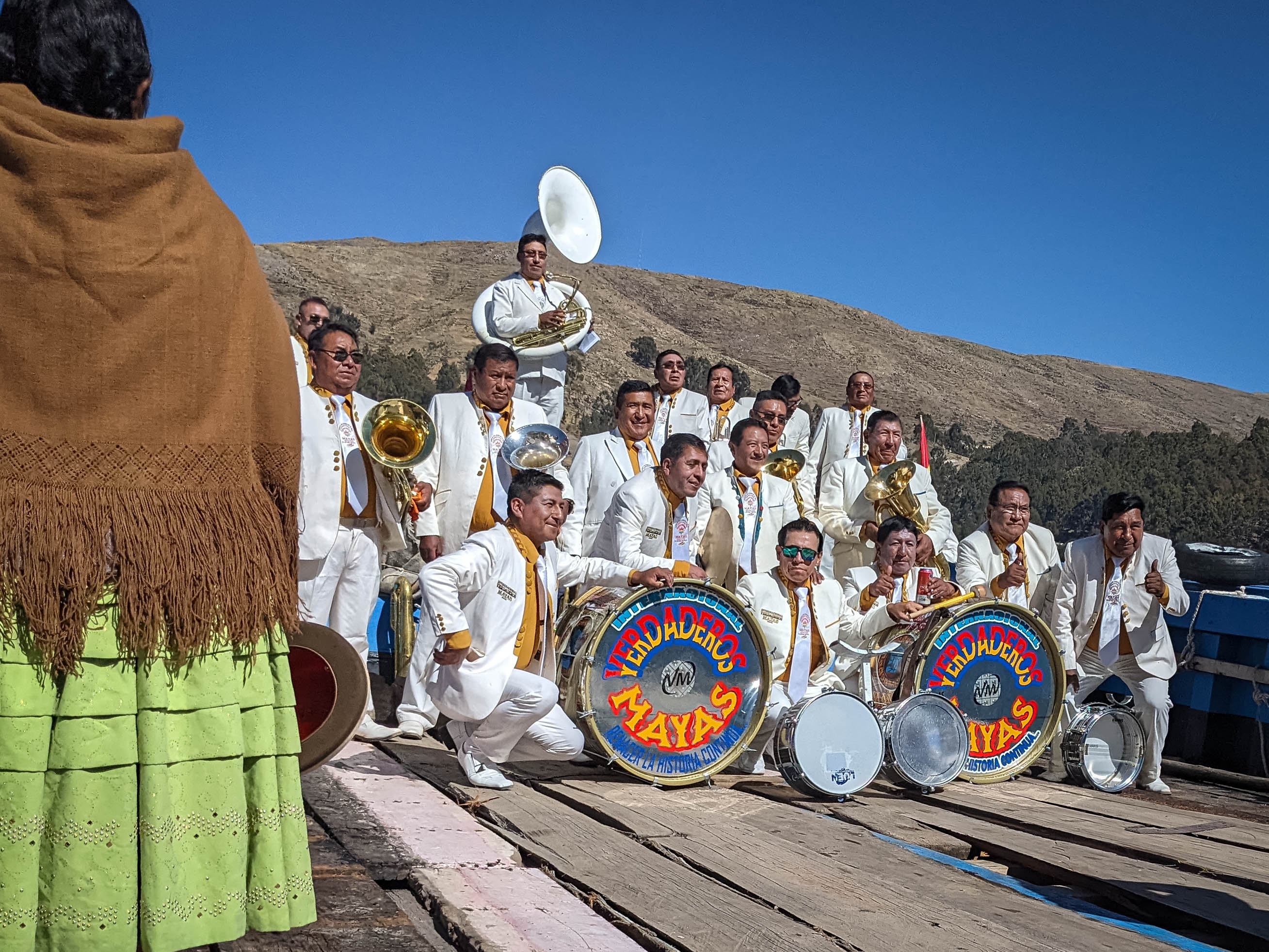
Banda de músicos en el estrecho de Tiquina.
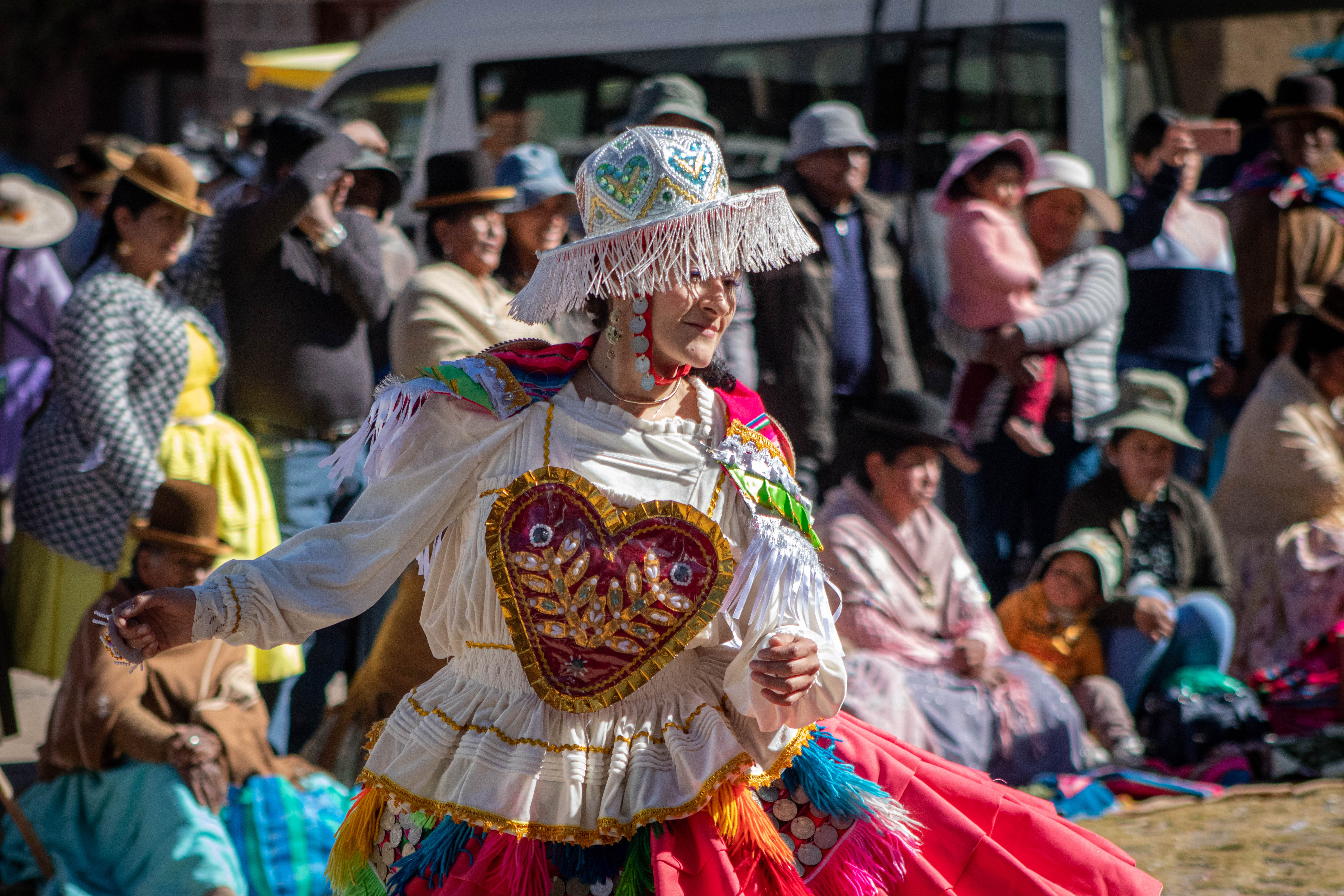
Bailarina de Kullawada en el estrecho de Tiquina.
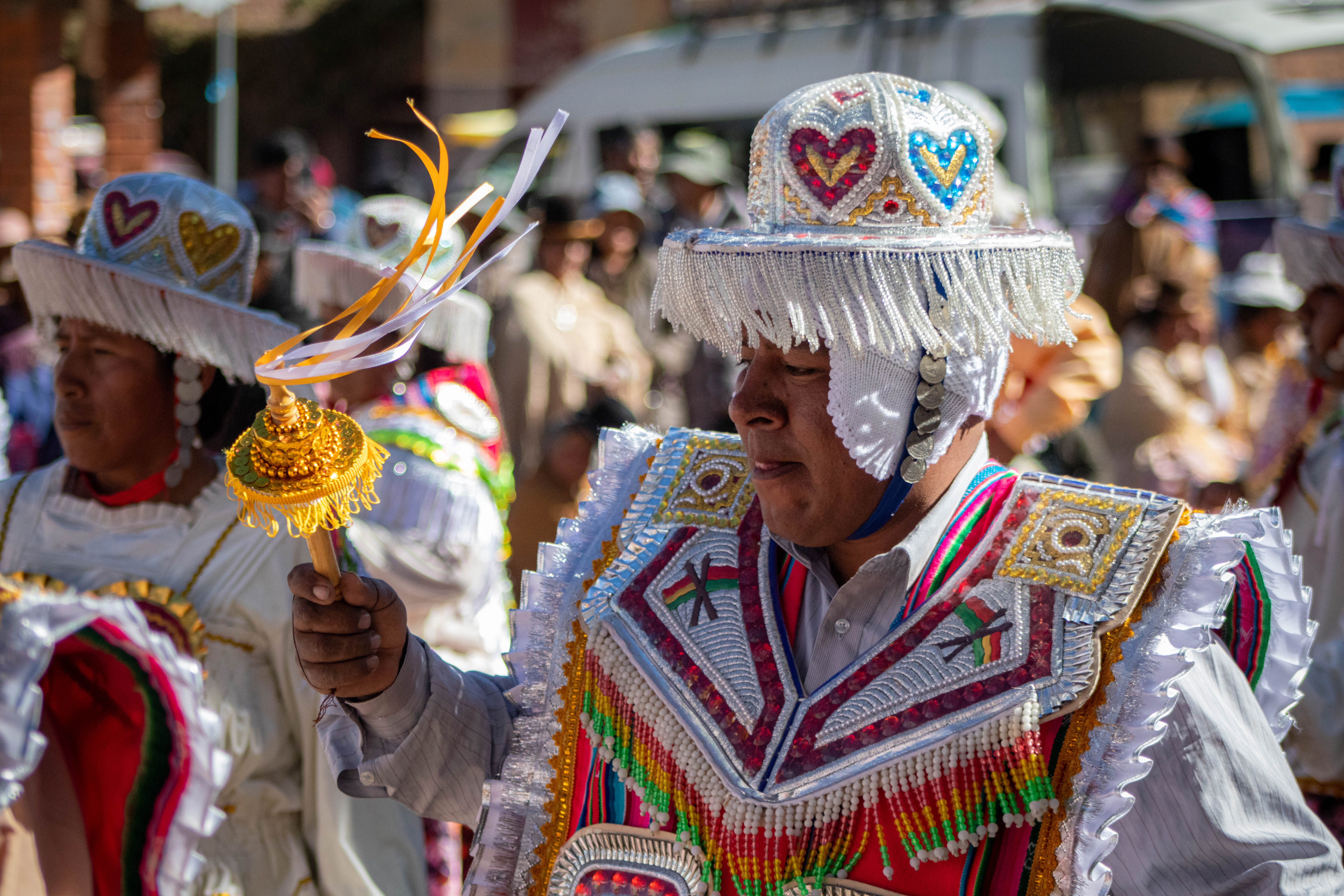
Bailarín de Kullawada en Tiquina.
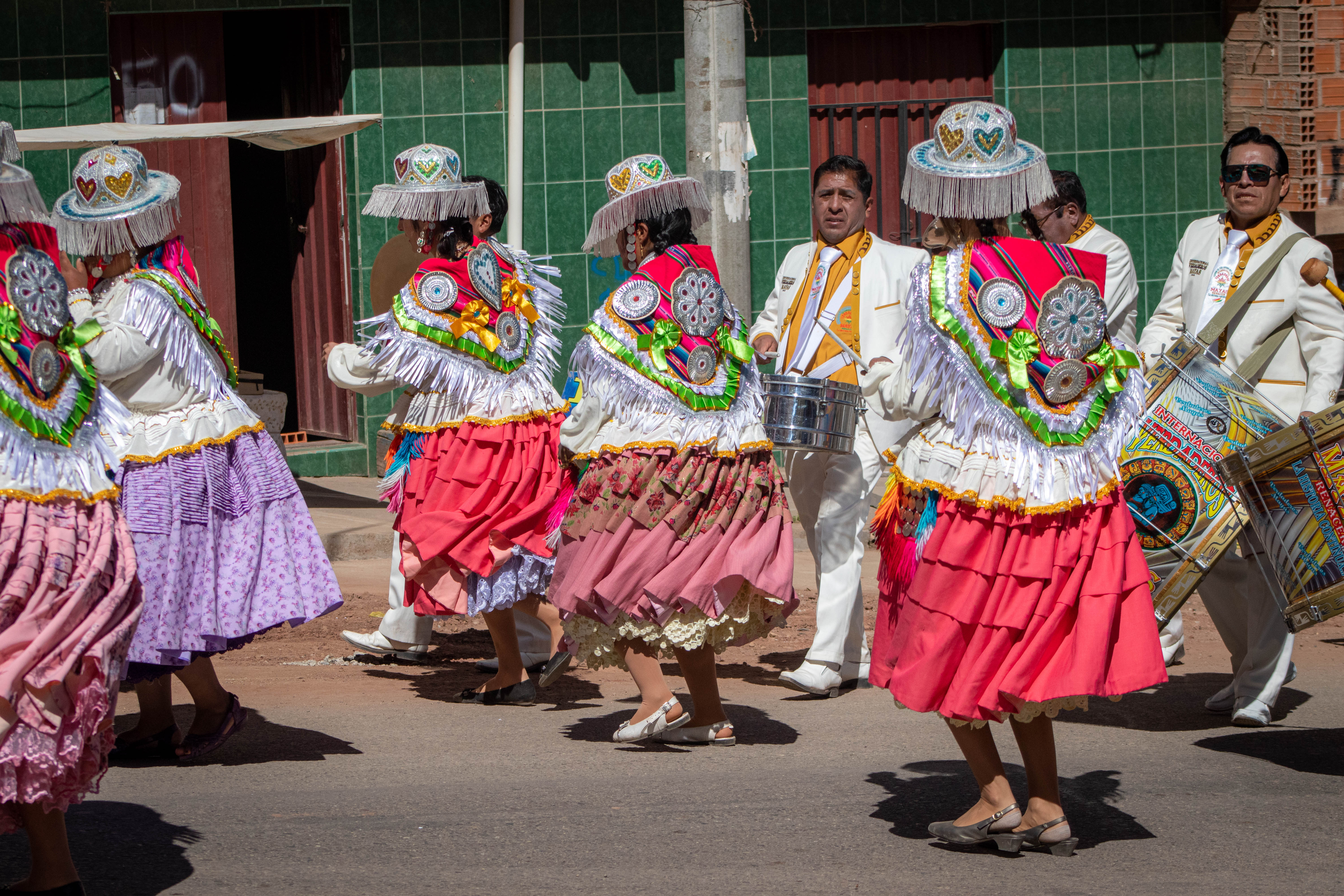
Danza Kullawada en el estrecho de Tiquina.